# Juventus Torino
Juventus Torino (din latină: iuventus – tânăr, AFI [juˈvɛntus]), cunoscut ca Juventus și în limbajul cotidian ca Juve ([ˈjuːve]), este un club de fotbal profesionist cu sediul în Torino, Piemont, Italia. Clubul este al treilea cel mai vechi din țară, iar cea mai mare parte a istoriei sale, cu excepția sezonulului 2006–07 a jucat în prima divizie italiană (cunoscută sub numele de Serie A din 1929).
Fondat în 1897 ca Sport Club Juventus de un grup de tineri studenți torinezi, printre care era și primul lor președinte, Eugenio Canfari, și fratele său Enrico; echipa este condusă de Familia industriașă Agnelli din 1923, acesta constituind cel mai vechi parteneriat sportiv din Italia, făcând astfel Juventus primul club profesionist din țară.
De-a lungul timpului, clubul a devenit un simbol al italianità pentru națiune („Italienitate”),, datorită tradiției lor de succes, dintre care unele au avut un impact semnificativ în societatea italiană, în special în 1930 și primul deceniu de după război; și politica ideologică și originea socio-economică a simpatizanților clubului. Acest lucru se reflectă, printre altele, în contribuția clubului la echipa națională, neîntreruptă din a doua jumătate a anilor 1920 și recunoscută ca una dintre cele mai influente din fotbalul internațional, care a avut un rol decisiv în triumful la Campionatul Mondial din 1934, 1982 și 2006.
Numărul de suporteri este mai mare decât al oricărui club de fotbal italian și unul dintre cele mai mari la nivel mondial. Susținerea pentru Juventus este larg răspândită în întreaga țară și în străinătate, în special în țările cu o prezență semnificativă a imigranților italieni.

## Istorie

### Fondarea
Juventus a fost fondată sub numele Sport Club Juventus în 1897 de către elevii liceului Massimo D'Azeglio din Torino, însă a fost redenumit Football Club Juventus doi ani mai târziu. Bianconeri au luat naștere de la o idee a unor tineri de 14-17 ani. Cei 12 copii care au format Juventus sunt: Gioacchino Armano, Alfredo Armano, Enrico Canfari, Eugenio Canfari, Francesco Daprà, Domenico Donna, Carlo Ferrero, Luigi Forlano, Luigi Gibezzi, Umberto Malvano, Enrico Piero Molinatti, Umberto Savoia și Vittorio Varetti.
Clubul s-a alăturat Campionatului Italian în 1900 purtând tricouri roz și șorturi negre, echipamentul inițial al echipei. Juventus a câștigat primul campionat în 1905, perioadă în care jucau pe stadionul Velodromo Umberto purtând un echipament cu dungi albe și negre, echipament pe care clubul îl folosește și în prezent.
În urma unor neînțelegeri s-a produs o ruptură în clubul Juventus, o parte din staff dorea mutarea echipei în afara orașului Torino. Președintele Alfredo Dick a fost nemulțumit și astfel a luat decizia de a pleca și astfel a fondat un nou club, intitulat AC Torino.

### Numele
- 1897 - Sport Club Juventus
- 1899 - Foot-Ball Club Juventus
- 1936 - Juventus
- 1943 - Juventus-Cisitalia
- 1945 - Juventus Football Club

### Dominația din campionat
Edoardo Agnelli, deținătorul Fiat, a ajuns conducătorul clubului în 1923. Acesta a contribuit la câștigarea celui de-al doilea campionat în 1925–26, echipa învingând pe Alba Roma cu scorul final 12-1. Marcatorul principal al sezonului a fost Antonio Vojak. Anii 30 s-au dovedit a fi o perioadă de glorie a clubului Juventus, acesta câștigând 5 titluri consecutive din 1930 până în 1935. Cele mai multe din ele au fost câștigate atunci când era antrenor Carlo Carcano. Tot în această perioadă au activat la club jucători ca: Raimundo Orsi, Luigi Bertolini, Giovanni Ferrari și Luis Monti.
După aceasta Juventus a avut un nou stadion, Stadionul Olimpic din Torino, cunoscut ca si "Stadio Comunale", deși din 1935 până în 1940 nu au reușit să redevină echipa dominantă din Italia, necâștigând niciun campionat în această perioadă. În 1958, Juve a devenit primul club din Italia care a câștigat 10 titluri și a început să poarte o stea pe emblemă. În acelasi sezon Omar Sivori a devenit și primul jucător de la club care a reușit să câștige titlul de Cel mai bun jucător european al anului. În sezonul următor Juventus a înfrânt pe Fiorentina și astfel a reușit prima dublă din istoria clubului câștigând atât campionatul cât și cupa. Boniperti s-a retras în 1961, devenind cel mai bun marcator al clubului cu 182 de goluri în toate competițiile, record care a rămas nedoborât timp de 45 de ani. În deceniul următor, Juventus a câștigat titlul doar o singură dată în 1966-1967. Însă în anii 70 clubul torinez și-a consolidat statutul de mare putere a fotbalului italian câștigând campionatul în sezoanele 1971–72 și 1972–73 cu jucători ca Roberto Bettega, Franco Causio, José Altafini. De-a lungul deceniului au mai câștigat campionatul de 2 ori.

### Stagiul european
Perioada antrenoratului lui Giovanni Trapattoni a fost o perioadă de succes, Bătrâna Doamnă câștigând titlul de 3 ori până în 1984.
Aceasta a adus numărul de titluri naționale din palmaresul clubului la 20, clubul adăugându-și încă o stea pe emblemă, fiind singura echipă italiană care a realizat acest lucru. 
În această perioadă jucătorii clubului au atras atenția pe scară internațională. Paolo Rossi a câștigat titlul de Cel mai bun jucător european al anului și a devenit cunoscut ca principal artizan al titlului mondial obținut de Italia în 1982. Francezul Michel Platini a câștigat și el titlul de Cel mai bun jucător european al anului de 3 ori consecutiv între 1983 și 1985. Juventus este singurul club ai cărui jucători au obținut acest titlu 4 ani la rând. Platini a înscris golul victoriei în Finala Cupei Campionilor Europeni din 1985 împotriva celor de la Liverpool F.C, însă victoria lui Juventus  a fost umbrită de tragedia de pe Stadionul Heysel, dezastru în care au murit 39 de persoane.
Cu excepția câștigării campionatului din sezonul 1985–86, restul anilor 80 nu au fost cu succes pentru clubul din Torino. În anul 1990 Juventus  s-a mutat pe noul stadion, denumit Stadio delle Alpi. Acest stadion, cu aproape 68.000 de locuri a fost construit din cauza micșorării capacității fostului stadion al echipei, dar și pentru Campionatul Mondial de Fotbal 1990 organizat de Italia. Deși Juventus este una din cele mai populare echipe de club din Italia, ea deține totuși niște recorduri negative la capitolul audiență, înregistrând în câteva rânduri niște numere de spectatori prezenți extrem de reduse (237, 399, 561).

## Juventus Stadium
Înainte de retrogradare, Juve își propusese să construiască în interiorul stadionului un muzeu, un magazin și alte facilități, toate fiind însă abandonate. Noul plan este reducerea numărului de locuri la 50.000 și îndepărtarea pistei de atletism. În sezonul 2006-2007 torinezii vor împărți Stadio Grande Torino pentru meciurile la care sunt așteptați spectatori puțini, iar în cazul în care se așteaptă un public numeros, ambele echipe vor juca pe Delle Alpi.
Pe 18 martie 2008 Consiliul de Administrație al lui Juventus Football Club SpA aprobă proiectul pentru noul stadion, proiectat pentru a se ridica în locul lui Delle Alpi, investițiile totale pentru construcție au fost de 105 de milioane de euro.
Inaugurarea noului stadion Juventus a avut loc la 8 septembrie 2011, pentru a coincide cu festivitățile de aniversare a 150 de ani de la Unirea din Italia, și este folosit din sezonul 2011-12.

## Lotul actual de jucători
La 11 august 2025
| Nr. |                            | Poziție | Jucător                        |
| --- | -------------------------- | ------- | ------------------------------ |
| 1   | Italia                     | P       | Mattia Perin                   |
| 3   | Brazilia                   | F       | Bremer                         |
| 4   | Italia                     | F       | Federico Gatti                 |
| 5   | Italia                     | M       | Manuel Locatelli (căpitan)     |
| 6   | Anglia                     | F       | Lloyd Kelly                    |
| 7   | Portugalia                 | A       | Francisco Conceição            |
| 8   | Țările de Jos              | M       | Teun Koopmeiners               |
| 9   | Serbia                     | A       | Dušan Vlahović                 |
| 10  | Turcia                     | A       | Kenan Yıldız                   |
| 11  | Argentina                  | A       | Nico González                  |
| 12  | Brazilia                   | M       | Arthur Melo                    |
| 14  | Polonia                    | A       | Arkadiusz Milik                |
| 15  | Franța                     | F       | Pierre Kalulu                  |
| 16  | Statele Unite ale Americii | M       | Weston McKennie (vice-căpitan) |
| 17  | Muntenegru                 | M       | Vasilije Adžić                 |

| Nr. |            | Poziție | Jucător             |
| --- | ---------- | ------- | ------------------- |
| 18  | Serbia     | M       | Filip Kostić        |
| 19  | Franța     | M       | Khéphren Thuram     |
| 21  | Italia     | M       | Fabio Miretti       |
| 23  | Italia     | P       | Carlo Pinsoglio     |
| 24  | Italia     | F       | Daniele Rugani      |
| 25  | Portugalia | F       | João Mário          |
| 26  | Brazilia   | M       | Douglas Luiz        |
| 27  | Italia     | F       | Andrea Cambiaso     |
| 29  | Italia     | P       | Michele Di Gregorio |
| 30  | Canada     | A       | Jonathan David      |
| 32  | Columbia   | F       | Juan Cabal          |
| 33  | Portugalia | F       | Tiago Djaló         |
| 37  | Italia     | F       | Nicolò Savona       |
| 40  | Suedia     | F       | Jonas Rouhi         |

### Juventus Next Gen și Sectorul Tineret
La 3 septembrie.
| Nr. |         | Poziție | Jucător         |
| --- | ------- | ------- | --------------- |
| 36  | Italia  | A       | Lorenzo Anghelè |
| 41  | Spania  | F       | Javier Gil      |
| 42  | Uruguay | F       | Alfonso Montero |
| 43  | Italia  | M       | Augusto Owusu   |

| Nr. |        | Poziție | Jucător                                        |
| --- | ------ | ------- | ---------------------------------------------- |
| 44  | Italia | A       | Diego Pugno                                    |
| 45  | Grecia | M       | Christos Papadopoulos (împrumutat de la Genoa) |
| 46  | Italia | M       | Filippo Pagnucco                               |
| 47  | Italia | F       | Niccolò Rizzo                                  |

### Jucători împrumutați
La 12 august 2025.
| Nr. |        | Poziție | Jucător                                              |
| --- | ------ | ------- | ---------------------------------------------------- |
|     | Italia | P       | Giovanni Daffara (la Avellino până pe 30 iunie 2026) |
|     | Italia | F       | Brando Moruzzi (la Empoli până pe 30 iunie 2026)     |
|     | Italia | F       | Lorenzo Villa (la Padova până pe 30 iunie 2026)      |
|     | Italia | M       | Mattia Compagnon (la Venezia până pe 30 iunie 2026)  |

| Nr. |                            | Poziție | Jucător                                               |
| --- | -------------------------- | ------- | ----------------------------------------------------- |
|     | Italia                     | M       | Diego Ripani (la Forlì până pe 30 iunie 2026)         |
|     | Italia                     | A       | Emanuele Pecorino (la Südtirol până pe 30 iunie 2026) |
|     | Statele Unite ale Americii | A       | Timothy Weah (la Marseille până pe 30 iunie 2026)     |

## Palmares

### Titluri naționale
| Competiții          | Campioană | Sezoane |
| ------------------- | --------- | --- |
| Serie A             | 36        | 1905, 1926, 1931, 1932, 1933, 1934, 1935, 1950, 1952, 1958, 1960, 1961, 1967, 1972, 1973, 1975, 1977, 1978, 1981, 1982, 1984, 1986, 1995, 1997, 1998, 2002, 2003, 2012, 2013, 2014, 2015, 2016, 2017, 2018, 2019, 2020 |
| Coppa Italia        | 15        | 1910, 1920, 1930, 1938, 1940, 1953, 1954, 1963, 1965, 1966, 1971, 1980, 1989, 2006, 2007, 2008, 2009, 2010, 2021, 2024                                                                                                 |
| Supercoppa Italiana | 9         | 1901, 1906, 1907, 1951, 1955, 1957, 1959, 1962, 1968, 1979, 1988, 1992, 1993, 1994, 1996, 1999, 2004, 2011, 2022 |

- Note:      record
- Referințe:[29][30][31]

### Competiții Internaționale UEFA
| Competiții             | Campioană | Sezoane          | Finalistă | Sezoane                                  |
| ---------------------- | --------- | ---------------- | --------- | ---------------------------------------- |
| Liga Campionilor UEFA  | 2         | 1985, 1996       | 7         | 1973, 1983, 1997, 1998, 2003, 2015, 2017 |
| Cupa UEFA              | 3         | 1977, 1990, 1993 | 1         | 1995                                     |
| Cupa Intercontinentală | 2         | 1985, 1996       | 1         | 1973                                     |
| Cupa Alpilor           | 1         | 1963             | 1         | 1966                                     |
| Copa Rio               | 0         |                  | 1         | 1951                                     |
| Cupa Orașelor Târguri  | 0         |                  | 2         | 1965, 1971                               |
| Supercupa Europei      | 2         | 1984, 1996       |           |                                          |
| Cupa Cupelor UEFA      | 1         | 1984             |           |                                          |
| Cupa UEFA Intertoto    | 1         | 1999             |           |                                          |

- Note: Competiții Internaționale oficiale recunoscute de FIFA și UEFA
- Referințe:[32][33][34][35][36][37][38][39][40][41][42][43][44][45][46][47][48][49]

### Turnee Internaționale
| Competiții                     | Campioană | Sezoane                                                          | Finalistă | Sezoane                                        |
| ------------------------------ | --------- | ---------------------------------------------------------------- | --------- | ---------------------------------------------- |
| Trofeul Luigi Berlusconi       | 11        | 1991, 1995, 1998, 1999, 2000, 2001, 2003, 2004, 2010, 2012, 2021 | 8         | 1996, 1997, 2002, 2005, 2007, 2008, 2009, 2011 |
| Trofeo Joan Gamper             | 1         | 2005                                                             | 1         | 2021                                           |
| Torneo República de San Marino | 3         | 1998, 2001, 2002,                                                |           |                                                |
| Memorial Pier Cesare Baretti   | 2         | 1992, 1993                                                       |           |                                                |
| Memorial Valenti               | 2         | 1992, 1993                                                       |           |                                                |
| Coppa dell'Amicizia            | 1         | 1963 - 1965                                                      |           |                                                |
| Coppa Super Clubs              | 1         | 1983                                                             |           |                                                |
| Copa Ciudad de Turín           | 1         | 1964                                                             |           |                                                |
| Copa Sivori                    | 1         | 1994                                                             |           |                                                |
| Torneo Mistru                  | 1         | 1997                                                             |           |                                                |
| Copa del Centenario            | 1         | 1997                                                             |           |                                                |
| Trofeo República de Malta      | 1         | 1998                                                             |           |                                                |
| Coupe Universitaire            | 1         | 1904                                                             |           |                                                |
| International Champions Cup    | 1         | 2016                                                             |           |                                                |
| Thomas Lipton Trophy           |           |                                                                  | 1         | 1911                                           |

- Note: Turnee Internaționale neoficiale
- Referințe:[50][51][52][53][54][55][56][57][58][59][60][61][62][63]

### Competiții Naționale
| Competiții            | Campioană | Sezoane                              |
| --------------------- | --------- | ------------------------------------ |
| Trofeul Birra Moretti | 6         | 1997, 2000, 2003, 2004, 2006, 2008   |
| Coppa Palla Dapples   | 2         | 22 noiembrie 1908, 13 decembrie 1908 |
| Trofeul TIM           | 1         | 2009                                 |
| Serie B               | 1         | 2007                                 |

- Referințe:[64][65][66]

## Istoric antrenori
Lista antrenorilor lui Juventus din 1923 până în prezent.
| Nume                            | Țara                                       | Perioada  |
| ------------------------------- | ------------------------------------------ | --------- |
| Jenő Károly                     | Ungaria                                    | 1923–1926 |
| József Viola                    | Ungaria                                    | 1926      |
| József Viola                    | Ungaria                                    | 1926–1928 |
| William Aitken                  | Scoția                                     | 1928–1930 |
| Carlo Carcano                   | Italia                                     | 1930–1935 |
| Carlo Bigatto Iº/Benedetto Gola | Italia                                     | 1935      |
| Virginio Rosetta                | Italia                                     | 1935–1939 |
| Umberto Caligaris               | Italia                                     | 1939–1941 |
| Federico Munerati               | Italia                                     | 1941      |
| Giovanni Ferrari                | Italia                                     | 1941–1942 |
| Luis Monti                      | /                                          | 1942      |
| Felice Placido Borel IIº        | Italia                                     | 1942–1946 |
| Renato Cesarini                 | Italia                                     | 1946–1948 |
| William Chalmers                | Scoția                                     | 1948–1949 |
| Jesse Carver                    | Anglia                                     | 1949–1951 |
| Luigi Bertolini                 | Italia                                     | 1951      |
| György Sárosi                   | Ungaria                                    | 1951–1953 |
| Aldo Olivieri                   | Italia                                     | 1953–1955 |
| Sandro Puppo                    | Italia                                     | 1955–1957 |
| Ljubiša Broćić                  | Republica Socialistă Federativă Iugoslavia | 1957–1959 |
| Teobaldo Depetrini              | Italia                                     | 1959      |
| Renato Cesarini                 | Italia                                     | 1959–1961 |
| Carlo Parola                    | Italia                                     | 1961      |
| Gunnar Gren / Július Korostelev | /                                          | 1961      |
| Carlo Parola                    | Italia                                     | 1961–1962 |
| Paulo Lima Amaral               | Brazilia                                   | 1962–1964 |
| Eraldo Monzeglio                | Italia                                     | 1964      |

| Nume                 | Țara         | Perioada  |
| -------------------- | ------------ | --------- |
| Heriberto Herrera    | Paraguay     | 1964–1969 |
| Luis Carniglia       | Argentina    | 1969–1970 |
| Ercole Rabitti       | Italia       | 1970      |
| Armando Picchi       | Italia       | 1970–1971 |
| Čestmír Vycpálek     | Cehoslovacia | 1971–1974 |
| Carlo Parola         | Italia       | 1974–1976 |
| Giovanni Trapattoni  | Italia       | 1976–1986 |
| Rino Marchesi        | Italia       | 1986–1988 |
| Dino Zoff            | Italia       | 1988–1990 |
| Luigi Maifredi       | Italia       | 1990–1991 |
| Giovanni Trapattoni  | Italia       | 1991–1994 |
| Marcello Lippi       | Italia       | 1994–1999 |
| Carlo Ancelotti      | Italia       | 1999–2001 |
| Marcello Lippi       | Italia       | 2001–2004 |
| Fabio Capello        | Italia       | 2004–2006 |
| Didier Deschamps     | Franța       | 2006–2007 |
| Giancarlo Corradini  | Italia       | 2007      |
| Claudio Ranieri      | Italia       | 2007–2009 |
| Ciro Ferrara         | Italia       | 2009–2010 |
| Alberto Zaccheroni   | Italia       | 2010      |
| Luigi Delneri        | Italia       | 2010–2011 |
| Antonio Conte        | Italia       | 2011–2014 |
| Massimiliano Allegri | Italia       | 2014-2019 |
| Maurizio Sarri       | Italia       | 2019–2020 |
| Andrea Pirlo         | Italia       | 2020–2021 |
| Massimiliano Allegri | Italia       | 2021–2024 |
| Thiago Motta         | Italia       | 2024–2025 |
| Igor Tudor           | Croația      | 2025–     |